# Delosperma schimperi
Delosperma schimperi är en isörtsväxtart som först beskrevs av Engler, och fick sitt nu gällande namn av H.E.K. Hartmann och I. Niesler. Delosperma schimperi ingår i släktet Delosperma, och familjen isörtsväxter. Inga underarter finns listade i Catalogue of Life.